# هيرب باركر
هيرب باركر (بالإنجليزية: Herb Parker)‏ هو مدرب كرة سلة أمريكي، ولد في 18 يناير 1921، وتوفي في 7 أكتوبر 2007.